# 射水線
射水線（日语：／）是一條曾經連接富山縣富山市至新湊市（現時：射水市）之間的鐵路線。鐵路線從富山市中心向北延伸至四方後，沿富山灣海邊延伸至新湊。
部分路段轉讓至加越能鐵道後，現時成為了萬葉線新湊港線的一部分。其剩大部分路段在1980年（昭和55年）3月31日廢除。

## 路線數據
※資料截至1980年3月31日，射水線還在運營的區間（新富山站至新港東口站之間）
- 路線距離（營業距離）：14.4公里
- 軌距：1067毫米
- 雙線區間：沒有（全線單線）
- 電氣化區間：全線（直流電600伏）
- 閉塞：單票閉塞

## 歷史

### 開業、延伸
此線結合了兩個敷設鐵路線的計劃。在1918年，提出了敷設連接高岡至新湊至東吳羽村（現時：富山市）之間的路面電車軌道（射水電氣軌道）。在1921年，提出了敷設連接富山市安養坊（市電吳羽終點站）至新湊之間的富新電氣軌道。在1922年（大正11年）12月26日，射水電氣軌道取得富山站至新伏木口站（現時：六渡寺站）之間的軌道敷設特許。在1923年（大正12年）2月20日，越中電氣軌道成立，成立的目的是運送沿線的旅客和運送海產和米等貨物。當時計劃直接敷設鐵路連接伏木港至富山站之間。未來計劃把路線延伸，當中包括高岡至伏木之間、四方至東岩瀨（現時：東富山）之間和新湊至小杉之間，以開發沿線產業和觀光事業。
在1924年（大正13年），富山北口站至四方站 (日本)之間，全長6.1公里的路線開業。越中電氣鐵道的總部設於富山北口站舍內。在1926年（大正15年），聯隊橋站（即後來的新富山站）至富山北口站之間，四方站至打出濱站（即後來的打出站附近）之間開業。於聯隊橋站可轉乘富山市電。
在打出濱站附近建造了海灘以吸引乘客，但是由於沿線人口稀少的關係，公司業務不良好。在1927年（昭和2年），公司改名為越中鐵道。後來為了讓鐵路線落入地方鐵道補助法的適用範圍，在1928年（昭和3年）從由軌道線（由軌道法監管）變更為地方鐵路（由地方鐵道法監管）。在1929年（昭和4年）成為日本電力旗下公司（直至1942年9月），日本電力出資成立子公司飛越電氣，以該公司的收入補貼越中鐵道穩定地營運。
在地方鐵道補助法下，鐵路線可從打出濱站繼續進行延伸。鐵路線慢慢地延伸至堀岡、越之潟、東新湊和庄川口。最後在1933年（昭和8年）延伸至新伏木口站（現時：六渡寺站），全長19.9公里的鐵路線全線開通。但是富山站至富山北口站之間，由於中途需要跨越神通川，當中需要較多資金，因此仍然未能動工。
後來，在沿線工廠和觀光景點影響下，在1936年度起終於獲得盈利。
在1943年（昭和18年）1月1日進行了交通大整合。此線成為富山地方鐵道（地鐵）的射水線。
在1950年（昭和25年）12月31日起開始直通運輸至富山軌道線（直至西町停留場）。翌年1951年（昭和26年）4月1日，高岡軌道線米島口站至新湊站之間開業。新富山站至西町停留場之間的直通運輸安排在1961年（昭和36年）7月18日起中止。

### 分斷、廢除
為了建設富山新港，放生津潟需要進行挖掘作業。使射水線分斷為兩部分。在1966年（昭和41年）4月，包含放生津潟入口部分與鐵路橋部分，即堀岡站至越之潟站之間區間中，於預定建設新港東口站地點以西的路段被廢除（其餘區間則為暫停營業）。靠近高岡一方，越之潟站至新湊站之間的區間轉讓給加越能鐵道，成為新湊港線。被分斷的堀岡站至越之潟站之間區間安排了代行巴士。為了轉乘渡輪，於廢除區間上設置新港東口站。堀岡站至新港東口站之間由富山縣營渡船連接。這個轉乘對乘客造成不便，使射水線的客量由每日6000人/公里減半至每日3000人/公里。
在1971年（昭和46年）5月28日發表了把路線廢除的言論。在同年7月再次提出廢除的言論。後來在昭和52年度（1977年 - 1978年）起，以實施5年改善經營計劃作為前提，繼續受地方鐵道軌道整備法接受補貼。這個計劃希望能增加客量和改善赤字，目標在昭和56年度（1981年 - 1982年）獲得盈利。在昭和54年度（1979年 - 1980年）進行檢視，若未能達到目標，便把決定把鐵路線暫停或甚或廢除。基於該計劃，為了增加客量，在1977年8月31日起再次開設直通班次至富山市內線，但這次的直通班次是駛入富山站前站，每日設有6個往返班次，這是自17年來再次設有直通班次。
但是由於難以達成目標。路線最後在1980年（昭和55年）4月1日廢除。在最後一個營業日3月31日，為感到遺憾的沿線居民實施特別措施，於下午起免費乘坐。另外，當日在四方站至新港東口站之間，首次也是最後一次開設4卡編成的班次。

### 廢線後
在廢線後還有10間舊站舍。自1986年9月，新富山站站舍拆卸工程完成後，所有站舍已經全部被拆毀。
新富山站至富山北口站之間的路軌遺址變成道路。富山北口站遺址周邊於2000年代起變成了住宅區。富山北口站附近至宮尾之間長2.3公里（在2007年7月起縮短1.5公里至八山站附近〈田刈屋與住吉內山邸口兩座巴士站之間〉）變成了地鐵巴士專用道路。在後述巴士路線取消前，於早上繁忙時間設有數班巴士前往富山站。為了防止一般車輛誤入巴士專用道路，與一般道路相交的3處路口設置日本首批巴士專用感應式閘竿。在專用道路後方為農道。在四方站遺址前的區間為單車專用道。與鐵路線並行的富山縣道56號富山環狀線和富山縣道7號富山八尾線（草島西線）於2011年開通，使一般道路在早上繁忙時間的擠塞情況有所舒緩，巴士專用道路在2012年3月尾廢除，行經該路段的巴士路線改經一般道路。
在富山新港中，被分斷的區間後來建設了新湊大橋。在2017年新港東邊的堀岡附近路軌遺址處設置了紀念碑。

### 年表
- 1918年（大正7年） - 「射水電氣軌道」發表敷設路面電車計劃，連接高岡至東吳羽村（現時：富山市）之間，途經新湊[2]。
- 1921年（大正10年） - 富新電氣軌道發表敷設鐵路計劃，連接富山市安養坊（市電吳羽終點站）至新湊之間（後來前述提及，此計劃與射水電氣軌道的計劃合併）[2]。
- 1922年（大正11年）12月26日 - 批出軌道特許狀予射水電氣軌道（婦負郡東吳羽村至同郡新湊町之間）[17]。
- 1923年（大正12年）
  - 2月20日 - 越中電氣軌道株式會社成立[18][19]。
  - 3月10日 - 公司改名為越中電氣軌道[20]。

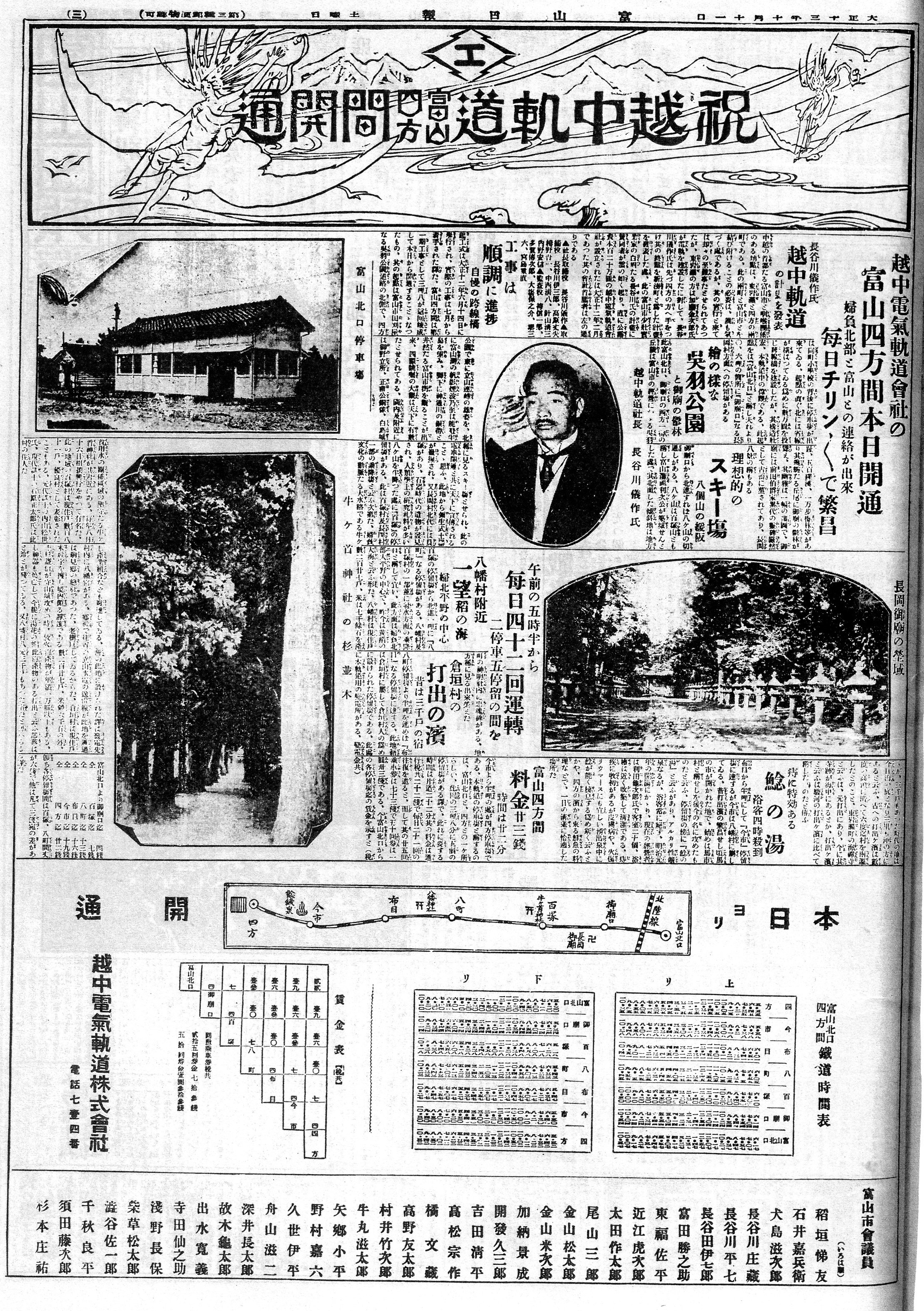
越中電氣軌道線富山北口至四方之間開業的新聞

- 1924年（大正13年）10月12日 - 越中電氣軌道富山北口站至四方站之間開業[18]。

- 1926年（大正15年）

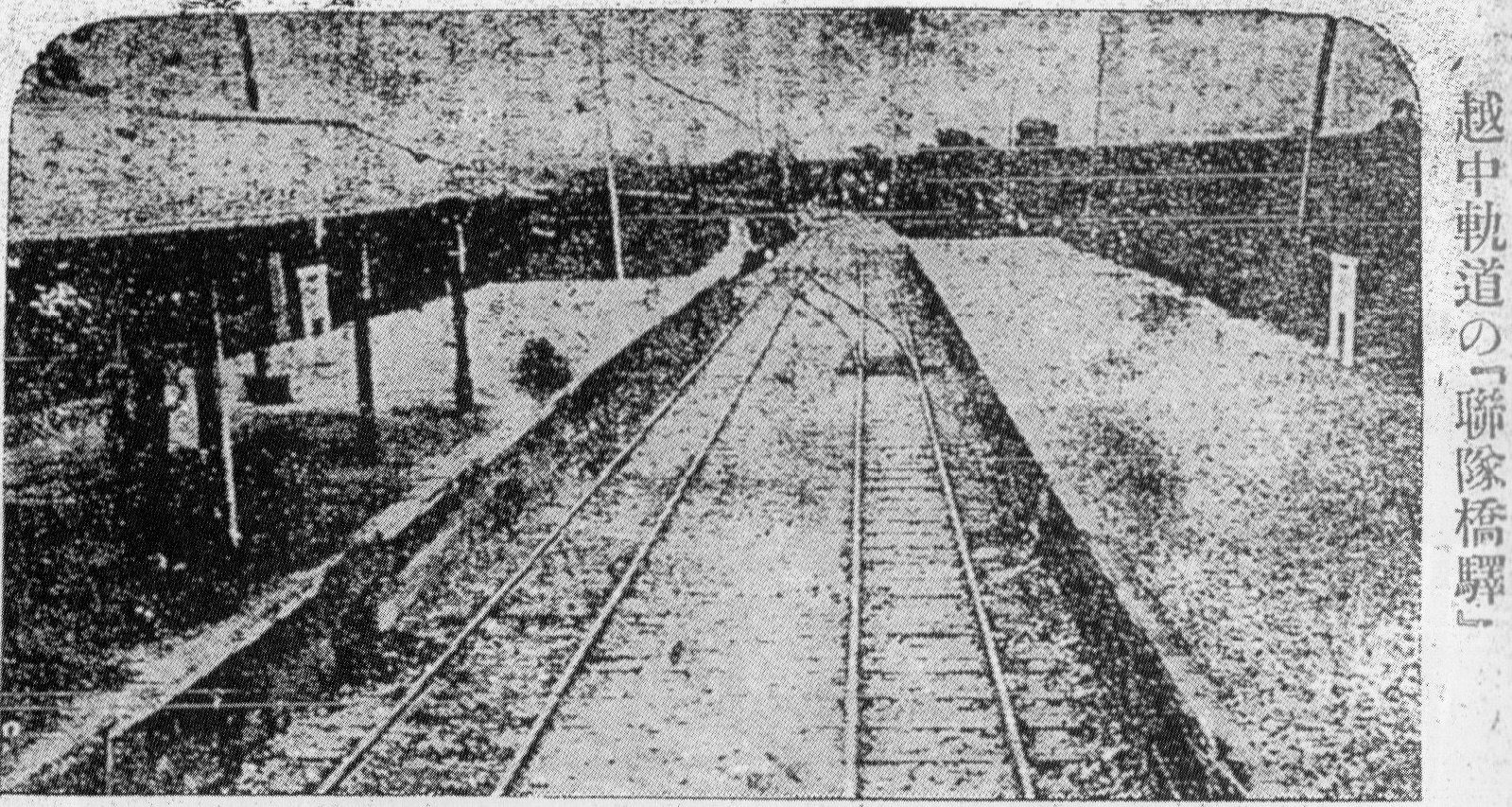
在1926年（大正15年）7月21日啟用的聯隊橋站。在1934年（昭和9年）9月7日改名為新富山站。

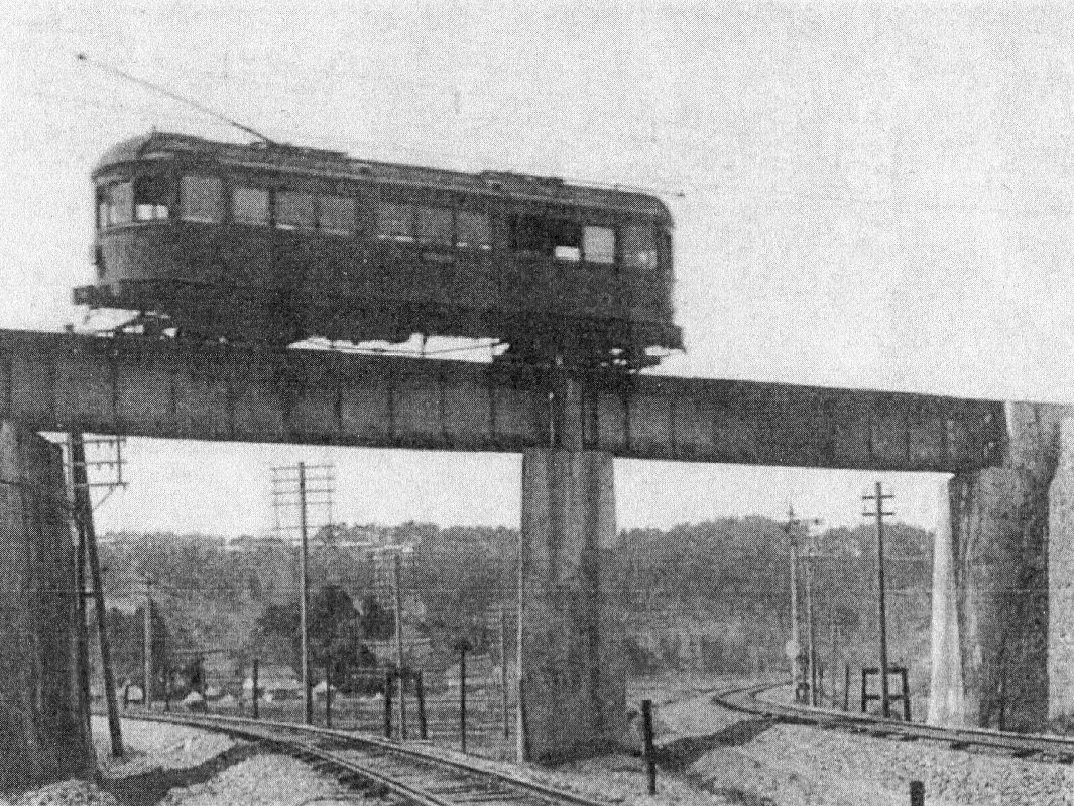
電車正在通過越中鐵道田苅屋鉄橋。在橋下的路軌中，左邊是飛越線，右邊是北陸本線。另外，在射水線廢除後，高架橋被用作巴士專用道路。後來為了建設北陸新幹線，該高架橋於2007年（平成19年）6月起停用，在2008年（平成20年）5月起開始被拆毀。

  - 3月31日 - 申請把路線由軌道變為地方鐵道[22]。
  - 6月16日 - 軌道特許失效（富山站至富山市畠中之間，射水郡新湊町大字三新田至同町大字中伏木之間。原因：在指定期限內還未完工）[23]。
  - 7月21日 - 聨隊橋站（即後來的新富山站）至富山北口站之間，以及四方站至打出濱站（即後來的打出站附近）之間開業[18]。
  - 11月29日 - 把路線由軌道變為地方鐵道（受地方鐵道法監管）得到許可[18]。
- 1927年（昭和2年）2月13日 - 越中電氣軌道改名為越中鐵道[24]。
- 1928年（昭和3年）
  - 1月1日 - 路線由軌道法（日语：軌道法）監管改為由地方鐵道法（日语：地方鉄道法）監管，自此新建區間都是由地方鐵道法監管[22]。
  - 12月26日 - 越中鐵道申請敷設鐵路敷設許可（新湊町至高岡之間）[22]。
- 1929年（昭和4年）
  - 6月29日 - 批出鐵路許可狀（射水郡新湊町至高岡市下關之間）[25]。
  - 7月2日 - 打出濱站至堀岡站之間開業[26][注 1]。
- 1930年（昭和5年）
  - 10月12日 - 堀岡站至越之潟站之間，西越之潟站至新湊東口站（現時：東新湊站）之間開業。西越之潟站至新湊東口站之間只有客運業務[28]。越之潟站至西越之潟站之間需要步行轉乘。
  - 12月23日 - 越之潟站至西越之潟站之間開業[29]。
- 1932年（昭和7年）11月9日 - 東新湊站至庄川口站之間開業。東新湊站至中新湊站之間設有一般運輸業務，中新湊站至庄川口站之間只有客運業務[30]。

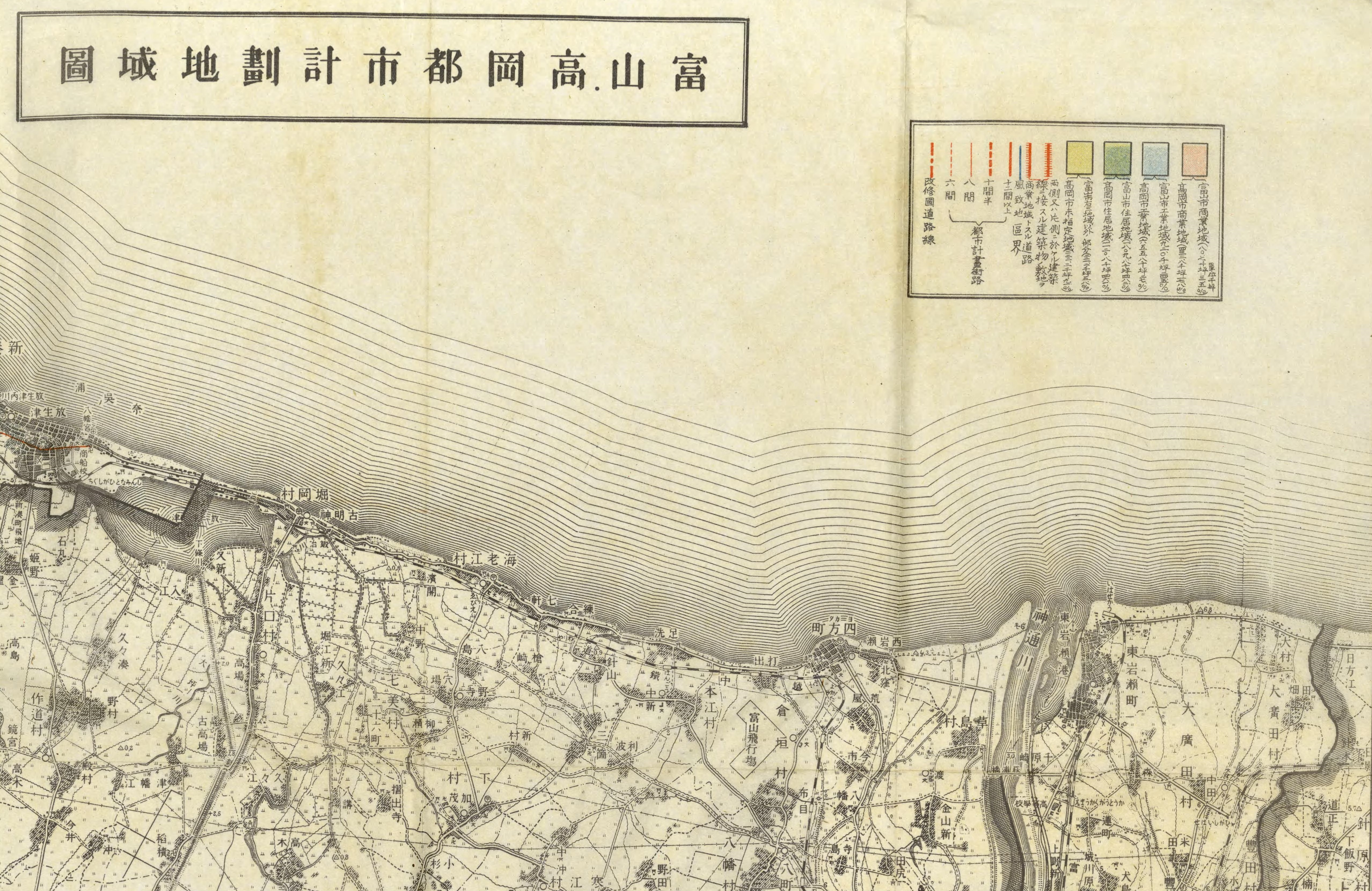
在越中鐵道時代射水線的沿線概況地圖。圖中可看見位於婦負郡倉垣村的富山飛行場（1933年（昭和8年）10月啟用）。

- 1933年（昭和8年）12月25日 - 庄川口站至新伏木口站（現時：六渡寺站）之間開業。庄川口站被廢除。中新湊站至庄川口站之間開始貨運業務[31]。
- 1934年（昭和9年）9月7日 - 聯隊橋站改名為新富山站[22]。
- 1942年（昭和17年）9月 - 當時的母公司日本電力把越中鐵道的股份賣給富山電氣鐵道。使不再成為日本電力旗下子公司[2]。
- 1943年（昭和18年）1月1日 - 越中鐵道合併至富山地方鐵道，富山地方鐵道的射水線[22][32]。

- 1945年（昭和20年）

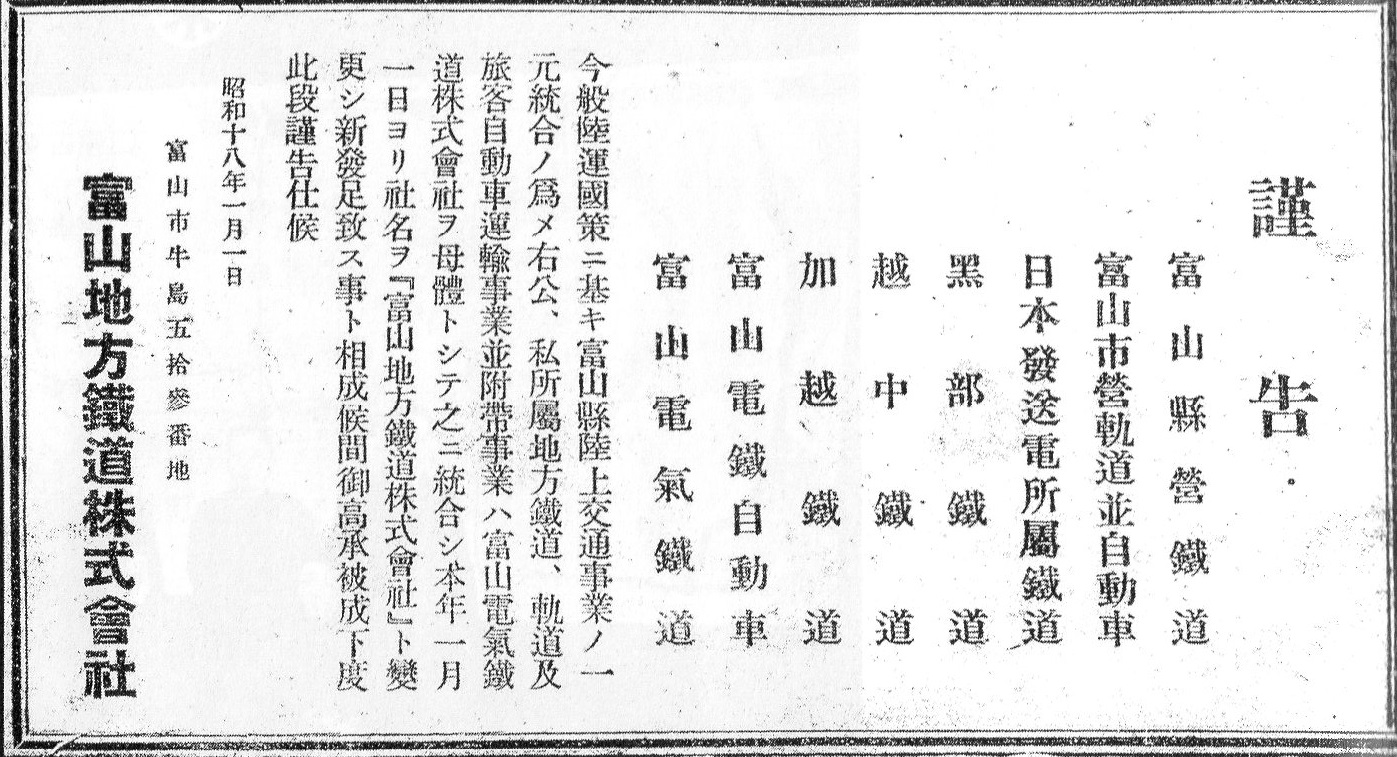
1943年（昭和18年）1月1日，把縣內所有陸上交通合併為富山地方鐵道株式會社的廣告。圖中可看見越中鐵道這公司名。

  - 8月2日 - 發生富山大空襲（日语：富山大空襲），使射水線受損，新富山站和富山北口站被燒毀[22]。在1個月後路線重開[33]。
  - 8月15日 - 高周波前站改名為東新湊站[22]。
- 1946年（昭和21年）5月15日 - 建設聯絡線連接富山地方鐵道富山軌道線（吳羽線）[34]。
- 1947年（昭和22年）
  - 4月30日 - 富山北口站站舍重建[22]。
  - 7月25日 - 新富山站站舍重建[22]。
- 1948年（昭和23年）5月11日 - 所有車輛的集電装置由電桿式改為受電弓式[22]。
- 1949年（昭和24年）6月20日 - 新湊中學校前站改名為西新湊站[22]。
- 1950年（昭和25年）12月31日 - 所有5000形（日语：富山地方鉄道デ5010形電車）改裝完畢，開始駛入西町[22]。
- 1952年（昭和27年）
  - 8月15日 - 庄川口站啟用[22]。
  - 8月28日 - 四方站站舍改建[22]。
- 1954年（昭和29年）3月25日 - 西新湊站站舍改建[22]。
- 1955年（昭和30年）10月14日 - 新町口站啟用[22]。
- 1958年（昭和33年）8月1日 - 射北中學校前站啟用[22]。
- 1959年（昭和34年）
  - 4月1日 - 地鐵高岡至新湊之間，米島口至伏木港之間路段轉讓給加越能鐵道。西町至新富山至地鐵高岡之間開設直通運輸班次[22][32]。
  - 4月10日 - 中新湊站站舍改建[22]。
- 1961年（昭和36年）
  - 7月18日 - 射水線列車不再駛入富山軌道線的西町電車站[22]。
  - 9月9日 - 新富山站站舍改建[22]。
- 1965年（昭和40年）6月26日 - 八山變電站竣工[22]。

- 1966年（昭和41年）

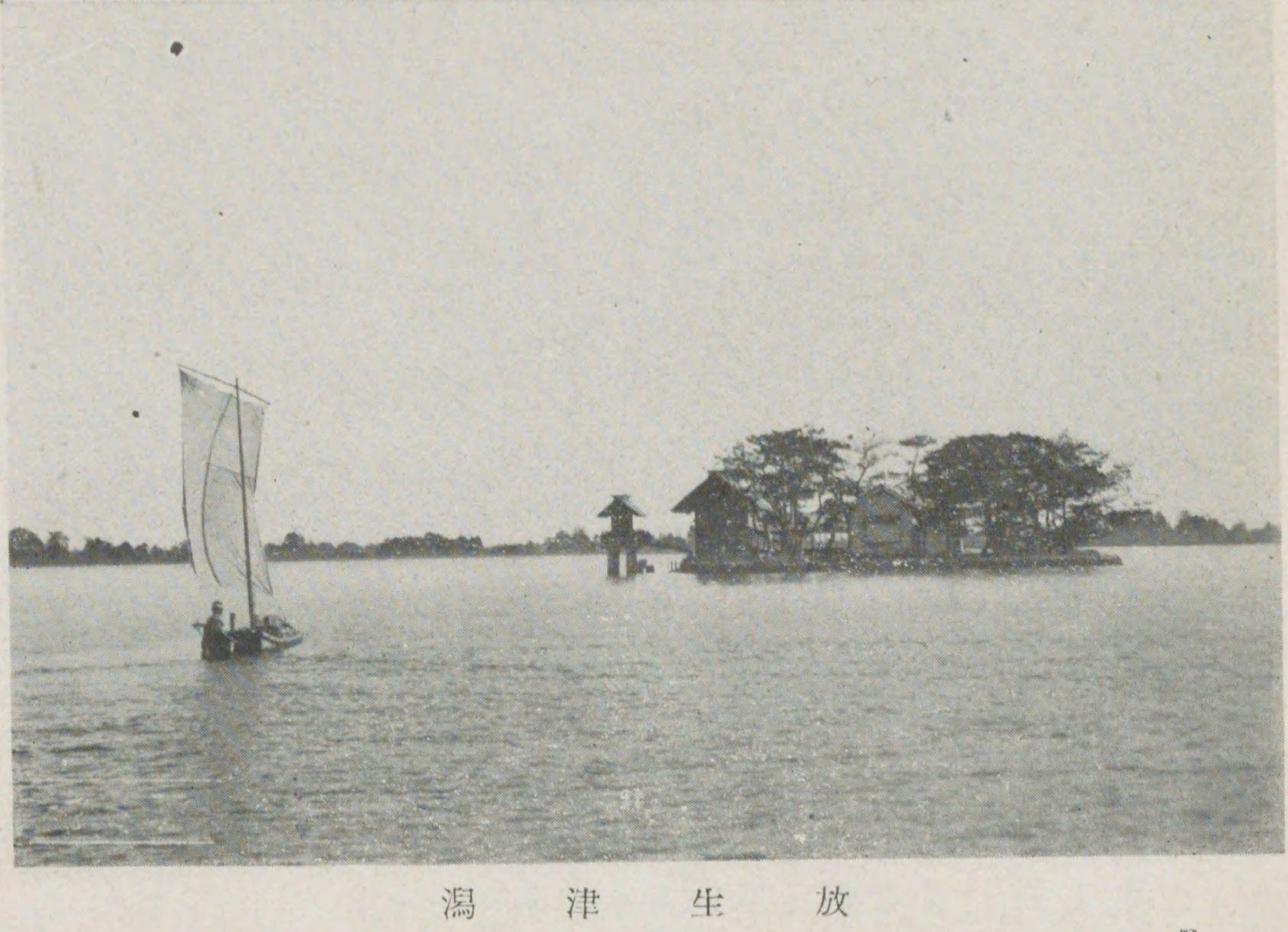
建設富山新港工程前的放生津潟。圖右邊的島是弁天島。

  - 3月17日 - 為了建設富山新港，新湊市議會決定把港口切斷[35]。
  - 4月5日 - 堀岡站至越之潟站之間廢除。越之潟站至新湊站之間轉讓給加越能鐵道，成為新湊港線[22]。射水線只剩下新富山站至堀岡站之間一段[32]。同日廢除貨運業務。堀岡站至越之潟站之間開設代行聯絡巴士[7]。
  - 12月1日 - 新港東口站啟用[22]。射水線新富山站至新港東口站之間全長14.4公里[22]。
- 1967年（昭和42年）11月23日 - 開始富山新港港口切斷工程，同時富山縣營渡船開始營運[36]。
- 1971年（昭和46年）
  - 5月1日 - 全線的閉塞方式改為單票閉塞[22]。
  - 11月16日 - 申請把射水線廢除[22]。
- 1974年（昭和49年）4月5日 - 閉塞區間定為兩個。在各站實施無人化[22]。在早上繁忙時間削減班次至40分鐘一班，為了彌補運輸能力的不足，四方至新富山之間開始以4卡編成行走[8]。
- 1977年（昭和52年）8月31日 - 部分列車再次開始駛入富山軌道線[22]。
- 1979年（昭和54年）
  - 5月16日 - 富山地方鐵道正式向富山市申請把射水線廢除[37]。
  - 7月9日 - 富山縣、富山市、新湊市和富山地方鐵道四方在富山縣廳進行會談，交代廢線的事情和替代巴士的計劃[37]。
  - 11月2日 - 富山縣、富山市和新湊市三方在縣民會館進行會談。富山縣副知事巢山庄司宣布射水線在1980年（昭和55年）3月尾廢除[38]。

- 1980年（昭和55年）

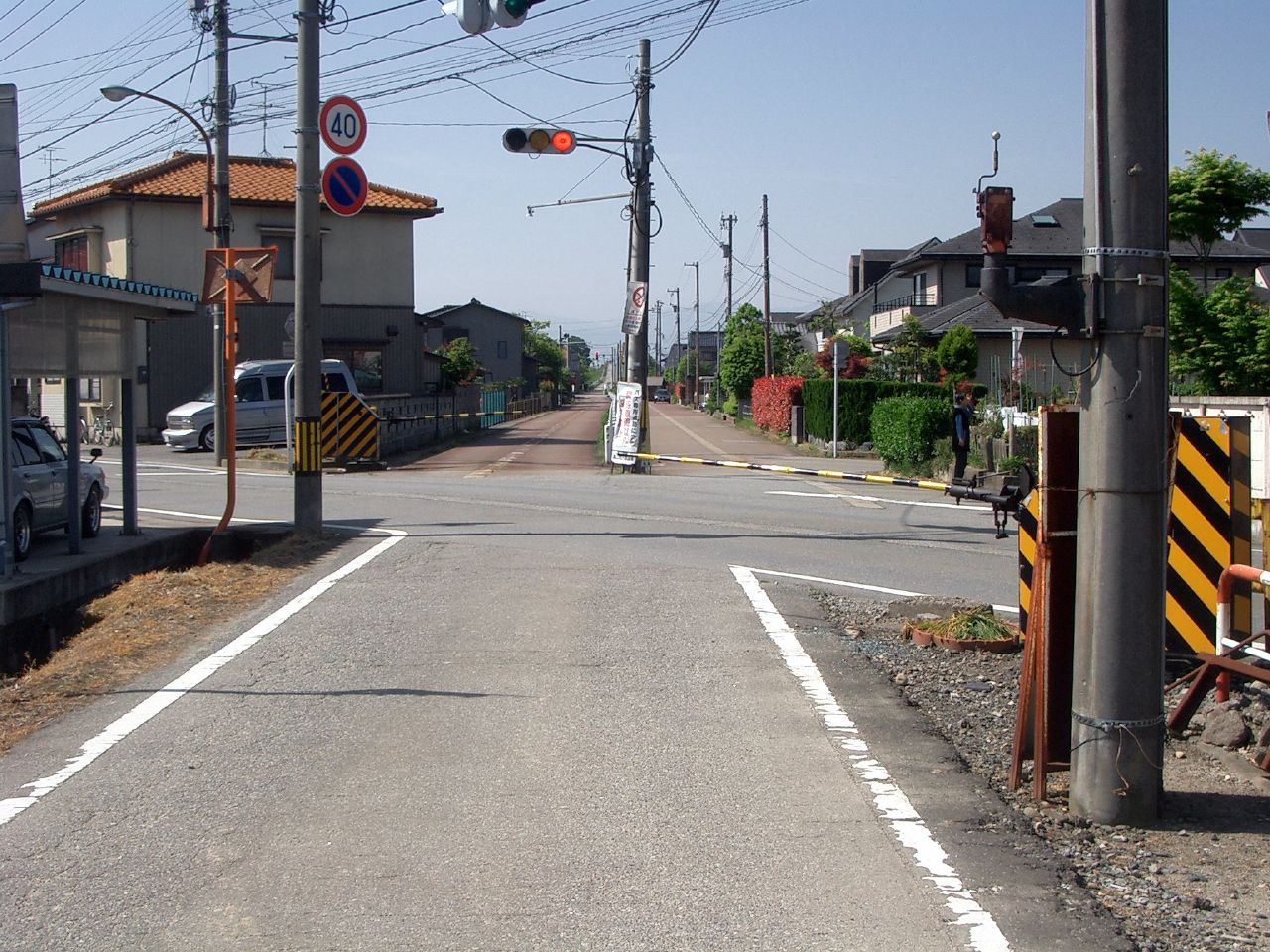
射水線路軌遺址變為巴士專用道

  - 1月25日 - 富山縣提交射水線廢除的最終定案[38]。
  - 2月6日 - 富山市長改井秀雄（日语：改井秀雄）同意把射水線廢除[39]。
  - 2月12日 - 新湊市同意把射水線廢除[39]。
  - 2月13日 - 新湊市向富山縣和富山地方鐵道提交廢除同意書[39]。
  - 2月18日 - 富山地方鐵道通過名古屋陸運局，決定在同年3月31日把射水線廢除。同年4月1日申請開設替代巴士[39]。
  - 3月31日 - 射水線全線廢除[40]。
  - 4月1日 - 射水線替代巴士開始營運[22]。
  - 6月30日 - 部分射水線路軌遺址變成了巴士專用道路，當日舉行開通儀式[41]。
- 1986年（昭和61年）9月10日 - 新富山站的站舍拆卸工程完成。自此，射水線內10間舊站舍全部已經消失[12]。
- 2012年（平成24年）3月31日 - 射水線遺址處建設的巴士專用道路被廢除[42]。

## 車站列表
所有車站都在富山縣內。
圖例
列車交會 … ◇・∧：可交會、｜：不可交會
站名、距離參考自

### 1966年分斷前
車站所在地名稱截至1966年（堀岡站至越之潟站之間廢除，越之潟站至新湊站之間轉讓前）一刻。車站名稱截至1966年或廢站前一刻（以先發生一刻為準）。
| 中文站名     | 日文站名 | 英文站名             | 站間營業距離 | 累計營業距離 | 接續路線，備註                           | 列車 交會 | 職員 當值 | 所在地                 |
| ------------ | -------- | -------------------- | ------------ | ------------ | ---------------------------------------- | --------- | --------- | ---------------------- |
| 新富山       |          | Shintoyama           | -            | 0.0          | 富山地方鐵道：富山軌道線（新富山站前站） | ◇         | ◎         | 富山市                 |
| 富山北口     |          | Toyamakitaguchi      | 1.0          | 1.0          |                                          | ◇         | ◎         | 富山市                 |
| 八山         |          | Hakkayama            | 1.7          | 2.7          |                                          | ◇         | ◎         | 富山市                 |
| 百塚         |          | Hyakuzuka            | 0.2          | 2.9          | 1929年廢除                               |           |           | 富山市                 |
| 八町         |          | Hatchō               | 1.7          | 4.6          |                                          | ◇         |           | 富山市                 |
| 布目         |          | Nunome               | 0.9          | 5.5          |                                          | ｜        | ◎         | 富山市                 |
| 鯰礦泉前     |          | Namazukōsenmae       | 0.9          | 6.4          |                                          | ｜        |           | 富山市                 |
| 四方         |          | Yokata               | 0.7          | 7.1          |                                          | ◇         | ◎         | 富山市                 |
| 和合之浦     |          | Wagonoura            | 0.5          | 7.6          | 1931年廢除                               |           |           | 富山市                 |
| 富山飛行場前 |          | Toyama-Hikōjōmae     | 0.5          | 8.1          | 1946年以前廢除                           |           |           | 富山市                 |
| 打出         |          | Uchiide              | 0.3          | 8.4          |                                          | ｜        |           | 富山市                 |
| 本江         |          | Hongō                | 0.8          | 9.2          |                                          | ◇         | ◎         | 新湊市（現時：射水市） |
| 練合         |          | Neriya               | 1.2          | 10.4         |                                          | ｜        |           | 新湊市（現時：射水市） |
| 海老江       |          | Ebie                 | 1.3          | 11.7         |                                          | ◇         | ◎         | 新湊市（現時：射水市） |
| 射北中學校前 |          | Shahoku Chūgakkō-mae | 1.0          | 12.7         |                                          | ｜        |           | 新湊市（現時：射水市） |
| 堀岡         |          | Horioka              | 1.0          | 13.7         |                                          | ◇         | ◎         | 新湊市（現時：射水市） |
| 越之潟       |          | Koshinokata          | 1.5          | 15.2         |                                          | ｜        |           | 新湊市（現時：射水市） |
| 西越之潟     |          | Nishi-Koshinokata    | 0.2          | 15.4         | 1931年廢除                               | ｜        |           | 新湊市（現時：射水市） |
| 越之潟口     |          | Koshinokataguchi     | 0.3          | 15.7         |                                          | ｜        |           | 新湊市（現時：射水市） |
| 東新湊       |          | Higashi-shimminato   | 0.6          | 16.3         |                                          | ◇         | ◎         | 新湊市（現時：射水市） |
| 中新湊       |          | Naka-shimminato      | 1.0          | 17.3         |                                          | ◇         | ◎         | 高岡市                 |
| 新町口       |          | Shimmachiguchi       | 0.6          | 17.9         |                                          | ｜        | ◎         | 新湊市（現時：射水市） |
| 西新湊       |          | Nishi-Shinminato     | 0.6          | 18.5         |                                          | ◇         | ◎         | 新湊市（現時：射水市） |
| 庄川口       |          | Shōgawaguchi         | 0.8          | 19.3         |                                          | ｜        | ◎         | 新湊市（現時：射水市） |
| 新湊         |          | Shinminato           | 0.6          | 19.9         | 加越能鐵道：高岡軌道線                   | ◇         | ◎         | 新湊市（現時：射水市） |

### 1980年廢除前
車站名稱與所在地名稱截至1980年（全線廢除）一刻。
| 中文站名     | 日文站名 | 英文站名             | 站間營業距離 | 累計營業距離 | 接續路線，備註                           | 列車 交會 | 職員 當值 | 所在地                 |
| ------------ | -------- | -------------------- | ------------ | ------------ | ---------------------------------------- | --------- | --------- | ---------------------- |
| 新富山       |          | Shintoyama           | -            | 0.0          | 富山地方鐵道：富山軌道線（新富山站前站） | ◇         | ◎         | 富山市                 |
| 富山北口     |          | Toyamakitaguchi      | 1.0          | 1.0          |                                          | ｜        | ◎         | 富山市                 |
| 八山         |          | Hakkayama            | 1.7          | 2.7          |                                          | ｜        |           | 富山市                 |
| 八町         |          | Hatchō               | 1.9          | 4.6          |                                          | ｜        |           | 富山市                 |
| 布目         |          | Nunome               | 0.9          | 5.5          |                                          | ｜        | ◎         | 富山市                 |
| 鯰礦泉前     |          | Namazukōsenmae       | 0.9          | 6.4          |                                          | ｜        |           | 富山市                 |
| 四方         |          | Yokata               | 0.7          | 7.1          |                                          | ◇         | ◎         | 富山市                 |
| 打出         |          | Uchiide              | 1.3          | 8.4          |                                          | ｜        |           | 富山市                 |
| 本江         |          | Hongō                | 0.8          | 9.2          |                                          | ｜        | ◎         | 新湊市（現時：射水市） |
| 練合         |          | Neriya               | 1.2          | 10.4         |                                          | ｜        |           | 新湊市（現時：射水市） |
| 海老江       |          | Ebie                 | 1.3          | 11.7         |                                          | ｜        | ◎         | 新湊市（現時：射水市） |
| 射北中學校前 |          | Shahoku Chūgakkō-mae | 1.0          | 12.7         |                                          | ｜        |           | 新湊市（現時：射水市） |
| 堀岡         |          | Horioka              | 1.0          | 13.7         |                                          | ｜        | ◎         | 新湊市（現時：射水市） |
| 新港東口     |          | Shinkō Higashiguchi  | 0.7          | 14.4         |                                          | ∧         | ◎         | 新湊市（現時：射水市） |

## 運輸業績
| 年度 | 乘客（人） | 貨運量（公噸） | 營業收入（日圓） | 營業支出（日圓） | 利潤（日圓） | 其他收入（日圓） | 其他支出（日圓）              | 支付利息（日圓） | 政府補貼（日圓） |
| ---- | ---------- | -------------- | ---------------- | ---------------- | ------------ | ---------------- | ----------------------------- | ---------------- | ---------------- |
| 1924 | 31,998     | 0              | 2,752            | 822              | 1,930        |                  | 折舊2,000                     |                  |                  |
| 1925 | 504,459    | 855            | 53,920           | 44,947           | 8,973        |                  | 折舊8,000                     |                  |                  |
| 1926 | 580,188    | 2,393          | 67,252           | 45,892           | 21,360       |                  | 折舊2,640                     | 37,761           |                  |
| 1927 | 745,804    | 1,470          | 87,918           | 76,635           | 11,283       |                  | 雜項損失101,930               | 89,743           |                  |
| 1928 | 1,038,401  | 1,806          | 87,160           | 63,969           | 23,191       | 減資14,141       | 雜項損失10,024                | 27,308           |                  |
| 1929 | 1,303,513  | 10,125         | 106,655          | 74,904           | 31,751       |                  | 雜項損失10,868                | 314              | 17,169           |
| 1930 | 1,313,964  | 5,874          | 114,626          | 84,157           | 30,469       |                  | 雜項損失與折舊13,008          | 33,551           | 53,079           |
| 1931 | 1,243,910  | 3,994          | 123,846          | 97,913           | 25,933       |                  | 雜項損失399折舊6,000汽車1,281 | 59,550           | 49,493           |
| 1932 | 1,287,660  | 2,438          | 106,975          | 73,708           | 33,267       |                  | 雜項損失36,109汽車5,773       | 52,327           | 63,687           |
| 1933 | 1,375,604  | 3,230          | 131,118          | 93,150           | 37,968       |                  | 雜項損失與汽車5,202折舊36,370 | 56,083           | 64,136           |
| 1934 | 1,415,932  | 5,218          | 140,362          | 138,561          | 1,801        | 減資209,338      | 雜項損失與折舊248,162         | 56,090           | 88,928           |
| 1935 | 1,478,024  | 3,023          | 141,464          | 112,028          | 29,436       |                  | 雜項損失與折舊27,872          | 60,450           | 66,808           |
| 1936 | 1,498,162  | 3,681          | 158,602          | 99,540           | 59,062       |                  | 雜項損失與折舊65,415          | 44,726           | 53,375           |
| 1937 | 1,546,469  | 5,219          | 154,612          | 107,379          | 47,233       |                  | 雜項損失與折舊54,892          | 44,829           | 52,557           |
| 1939 | 2,187,698  | 56,026         | 235,166          | 149,266          | 85,900       |                  | 汽車325雜項損失與折舊70,498   | 44,365           | 43,714           |

- 資料取自各年度版《鐵道省鐵道統計資料》、《鐵道統計資料》和《鐵道統計》。

## 車輛
- De5010形（日语：富山地方鉄道デ5010形電車）
  - 在1950年直通至市內線時引入。在1966年，越之潟站至新湊站之間分離，由加越能鐵道新湊港線接管之際，14架車輛轉讓給加越能鐵道。在1967年，加越能鐵道的6架De7070形竣工，便把De5027-30、37-40 一共8架車輛退回給富山地方鐵道。而5021-26 共6架車輛繼續在加越能鐵道服役。

### 越中電氣軌道（越中鐵道）時代的車輛
- DeHa1 - 3、5（4為缺號） - 在1923年由日本車輛製造的木製轉向架電動列車。在當初引入時，車頭燈下方設有電桿集電器。車頭設有5塊車窗，與富岩鐵道Bo1（日语：富岩鉄道の電車#ボ1形）十分相似。後來車身改用鋼鐵後，車頭的車窗變為3塊。在富山地方鐵道時代，這些車輛均改變車隊編號，1→DeHa7511，2、5→KuHa131・132（延長車身），3→MoHa9401。DeHa7511在末期變為除雪車。形式圖[44]
- DeHa101、102 - 在1930年由日本車輛製造的半鋼製轉向架電車。在當初引入時使用電桿集電。在1951年變為控制車（KuHa101、102）。
- KEL1 - 從庄川水力電氣引入的庄川水力電氣庄水3號形電力機車（日语：庄川水力電気庄水3号形電気機関車）

在1935年從目黑蒲田電鐵引入MoHa18，在同年中再轉讓給溫泉電軌。

## 注腳